# The Wash (trilha sonora)
| Críticas profissionais | Críticas profissionais |
| Avaliações da crítica  | Avaliações da crítica  |
| Fonte                  | Avaliação              |
| ---------------------- | ---------------------- |
| Allmusic               | [ 1 ]                  |

"The Wash" é a Banda Sonora do filme estadunidense The Wash, lançada em 6 de novembro de 2001 pelas gravadoras Aftermath, Doggystyle e Interscope. O álbum foi certificado Platina dupla no Estados Unidos.

## Recepção
O álbum rendeu dois singles oficiais, "The Wash" e "Bad Intentions", que chegaram a sétima e segunda posição na Billboard Bubbling Under Hot 100 Singles, respectivamente. O disco recebeu o premio de melhor trilha sonora do ano pela Stony Awards.

## Faixas
1. "On the Blvd." - Dr. Dre com Snoop Dogg (produced by Jelly Roll) – 4:28
2. "Benefit of the Doubt" - Truth Hurts com Shaunta (produced by Mel-Man) – 4:50
3. "Blow My Buzz" - D12 (produced by Eminem & co-produced by Jeff Bass) – 5:08
4. "Bring 2" - Bilal (produced by James Poyser & Vikter Duplaix) – 4:20
5. "Bad Intentions" - Dr. Dre featuring Knoc-turn'al (produced by Mahogany & co-produced by Dr. Dre) – 3:02
Contains sample from "Hollywood Hot" by Eleventh Hour
6. "Get Fucked Up With Me" - Xzibit (produced by Jeremy Jackson) – 4:35
7. "My High" - Yero (produced by Bryan-Michael Cox, Co-Lab-O & Jason Rome) – 3:35
8. "Holla" - Busta Rhymes (produced by Dr. Dre) – 4:02
9. "Bubba Talk" - Bubba Sparxxx (produced by Timbaland) – 3:48
10. "Good Lovin'" - Shaunta (produced by Hi-Tek) – 3:39
Contains samples from "Mercy Mercy Me" & "God Is Love" by Marvin Gaye
11. "Riding High" - Daks featuring R.C. (produced by Focus...) – 4:15
12. "Gotta Get Dis Money" - Soopafly (produced by Soopafly) – 4:51
13. "Don't Talk Shit" - Ox (produced by Megahertz) – 4:23
14. "Everytime" - Toi (produced by Soopafly)– 4:05
Contains samples from "Get This Money" by Slum Village
15. "Str8 West Coast" - Knoc-turn'al (produced by Dr. Dre) – 2:54
16. "No" - Joe Beast (produced by Mel-Man) – 3:34
17. "The Wash" - Dr. Dre featuring Snoop Dogg (produced by Dr. Dre & DJ Pooh) – 3:20
Interpolates Leon Haywood's "I Wanta Do Something Freaky to You".

## Desempenho nas paradas
| Paradas (2001)                                   | Melhor posição |
| ------------------------------------------------ | -------------- |
| Alemanha (Offizielle Deutsche Charts)            | 21             |
| Austrália (Top 100 Albums)                       | 67             |
| Canadá (Top Canadian Albums)                     | 9              |
| Estados Unidos (Billboard 200)                   | 19             |
| Estados Unidos (Top R&B/Hip Hop Albums)          | 5              |
| Estados Unidos (Billboard Top Soundtrack Albums) | 2              |
| França (SNEP)                                    | 21             |
| Países Baixos (Dutch Charts)                     | 15             |
| Reino Unido (Official Albums Chart)              | 32             |